# Enej
«Enej» (укр. Еней) — польсько-український рок-гурт, створений 2002 року в Ольштині братами Петром і Павлом Солодухами та їхнім другом Лукашем Койрисом, що став їхнім менеджером. Музика гурту це альтернативний рок, який інспірований українською народною музикою, оскільки більшість складу гурту має українське коріння. Додатково у музиці Enej'ю можна віднайти елементи ска, регі та джазу. Назва гурту походить від головного героя «Енеїди» Івана Котляревського. Пісні гурту звучать українською та польською мовами.

## Історія
Гурт «Enej» сформовано 2002 року в Ольштині. Початково творчість гурту була інспірована українською народною музикою. З 2005 року гурт почав формувати свій власний стиль, у гурті з'явилися нові музи́ки та інструменти. У 2006 році гурт взяв участь у фестивалі Union of Rock Венгожево 2006, де здобув нагороду журналістів. Цього ж року гурт заслужив також нагороди на фестивалях Fiesta Borealis в Олецьку і Kierunek Olsztyn.
2007 року гурт записав офіційний гімн студентського свята Кортовіада.
20 жовтня 2008 вийшов перший сингл гурту — «Вулиці» (Ulice), який випередив однойменний дебютний альбом, що вийшов 17 листопада 2008 року. Альбом записано і видано Польським радіо Ольштин та Lou&Rocked Boys.
10 березня 2009 вийшов другий сингл — «Кому» (Komu). 2010 року Enej вийшов у півфінал фестивалю «Станція Вудсток» (Przystanek Woodstock). 12 листопада 2010 вийшов другий альбом гурту — «Folkorabel» 7 травня 2011 Enej переміг у розважальній музичній програмі Must Be the Music на каналі Polsat. 16 листопада 2012 вийшов третій альбом гурту — «Folkhorod».
У 2013 році Януш Войцеховський — євродепутат від Польщі — закликав гурт Enej змінити назву. Політик вважав, що нею музиканти прославляли псевдонім одного з провідників УПА майора Петра Олійника, який загинув у бою з загоном НКВС у 1946 році.
22 січня 2014 року студія звукозапису Lou&Rocked Boys опублікувала на сервісі Youtube пісню: «Брат за брата», результат співпраці гурту Enej з гуртами Kozak System і Maleo Reggae Rockers, як демонстрацію солідарності з українським суспільством, яке бореться на Майдані Незалежності в Києві за свободу і демократію. Це польська версія пісні гурту Kozak System «Брат за брата» від 2012 року з авторським текстом гуртів Enej та Maleo Reggae Rockers.
У грудні 2014 року гурт заспівав пісню «Біля тополі», яку присвятив українським військовикам, що загинули за Україну.

## Стиль
Гурт "Еней" виконує музику у стилі електронної музики, зокрема, їхні твори відносяться до таких жанрів, як електро, техно, хаус, та інші субжанри електронної танцювальної музики. Вони відомі своїми енергійними треками та вражаючими живими виступами, які часто включають в себе елементи вокалу та живих інструментів.

## Критика
Гурт "Еней" відомий своєю електронною музикою, що часто нарікають за її жанрову монотонність та текстову непересічність. Деякі критики вказують на залежність від електроніки та віддалення від "живого" звучання, а також на експерименти зі звуком, які можуть сприйматися неоднозначно. Однак гурт має своїх шанувальників, які цінують їхню енергійність та вражаючі виступи.

## Нагороди
1. "MTV Europe Music Awards": "Еней" були номіновані та виграли кілька нагород на MTV Europe Music Awards, включаючи перемогу у категорії "Best Polish Act".
2. "Fryderyk Awards": Це найпрестижніша музична нагорода в Польщі. Гурт "Еней" був номінований та переміг у кількох категоріях, включаючи "Best Album" та "Best Group".
3. "Eska Music Awards": Це щорічна церемонія нагородження в Польщі. "Еней" отримали номінації та перемогли у різних категоріях, таких як "Best Group" та "Best Hit".
4. "Polish Video Clip Awards YACH": Гурт був номінований та переміг у категорії "Best Video" за свої відеокліпи.

## Фестивалі та інша діяльність гурту
Opener Festival: Це один з найбільших рок-фестивалів в Польщі, де "Еней" часто бувають учасниками.
Woodstock Festival Poland: Це великий благодійний фестиваль, на якому "Еней" виступали кілька разів, привертаючи тисячі шанувальників.
Orange Warsaw Festival: Ще один великий музичний фестиваль у Польщі, на якому гурт має можливість виступити перед великою аудиторією.
European Summer Festivals Tour: Гурт бере участь у турах по різних країнах Європи, де вони виступають на різних музичних фестивалях та концертах.
Концерти та тури: Окрім фестивалів, "Еней" регулярно влаштовують власні концерти та гастролі як у Польщі, так і за кордоном, показуючи свою музику шанувальникам у живому виконанні.

## Учасники гурту
Актуальний склад
- Петро «Льолек» Солодуха — спів, баян
- Мирослав Ортинський — бас-гітара, спів, уродженець Львова
- Павло «Болек» Солодуха — перкусія
- Якуб Чаплеєвич — тромбон
- Лукаш Пшиборовський — труба
- Даміан Піньковський — саксофон, кларнет
- Корнель Кондрак — ударні

Колишні члени гурту
- Ґжеґож Лапінський - саксофон, кларнет
- Мартин Мах — електрична гітара
- Мацей Хабовський — кларнет
- Бартек Бонк — труба
- Бартош Зелінський — ударні
- Петро Жарнох — тромбон
- Міхал Ковальський — клавішні
- Александер Островський — вокал, бубни
- Войцех Морельовський — труба
- Яцек Григорович — електрична гітара, акустична гітара

## Досягнення
- Їхній кліп «Радіо Геллоу» [Архівовано 2 січня 2012 у Wayback Machine.] переглянули на YouTube понад 10 мільйонів глядачів.
- Сингл «Радіо Геллоу» в 2011 році посів перше місце в чотирьох польських чартах.
- Сингл «Крилаті руки» (Skrzydlate ręce) у 2012 році посів перше місце в чотирьох польських чартах.

## Дискографія

### Альбоми
- 2008 — Ulice

```
1. INTRO
2. Powiedz
3. Ulice
4. Komu
5. Niepewność (cover Marka Grechuty)
6. Odpuść sobie to
7. Nocą
8. Przepraszam cię za wszystko
9. Taki kraj
10. Amelia
11. Przeznaczenie
12. Żyj
13. Bożewilni sny
14. Sam na Sam.(Latyna)
15. Kortowiada

```

- 2010 — Folkorabel

```
1. Radio Hello
2. Państwo B
3. Panbilon
4. Kuba Gang
5. Hermetyczny Świat
6. Ballada o pewnej podróży (Ballada pro odnu podoroz)
7. Rahela
8. Daleki Jasni Zori
9. Myła Moja
10. Bolero Trumpet
11. Ludzie wolnej ziemi (Ludy wilnoji zemli)
12. Coppernicana

```

- 2012 — Folkhorod

```
1. Tak smakuje życie
2. Moja Eneida
3. Symetryczno-liryczna
4. Woda życiodajna
5. Vitre hnatyi
6. Skrzydlate ręce
7. Oj pishov ja v Dunay
8. Interludium
9. United
10. Lili
11. Lita Orel
12. Żyje się raz
13. Cykady na Cykladach

```

- 2015 — «Paparanoja»

- 2018 — Kolędy pod wspólnym niebem[4][5]

```
1. Gdy się Chrystus rodzi 	 05:49 	
2. A wczoraj z wieczora 	 04:41 	
3. Pójdźmy wszyscy do stajenki 	 03:09 		
4. Gdy śliczna panna 	 	 05:19 	
5. Boh sia razdaje 		 04:24 	
6. Skrzypi wóz 	 	         03:35 		
7. Wśród nocnej ciszy 	 	 05:12 		
8. Mizerna cicha 	 	 04:12 	
9. Przybieżeli do Betlejem 	 03:10 	
10. Wo weflejemi 	 	 03:08 		
11. W żłobie leży 	 	 03:20 	
12. Bóg się rodzi 	 	 04:51 		
13. Gore gwiazda Jezusowi 	 04:14

```

### Сингли
- «Ulice» (2008)
- «Komu» (2009)
- «Państwo B» (2010)
- «Radio Hello» (2011)
- «Skrzydlate ręce» (2012)